# Malab Al Nahajjan
Malab Al Nahajjan – wielofunkcyjny stadion w Abu Zabi, stolicy Zjednoczonych Emiratów Arabskich. Pojemność stadionu wynosi 12 000 widzów. Został otwarty w 1995 roku, a w roku 2006 przeszedł renowację. Swoje mecze rozgrywa na nim drużyna Al-Wahda Abu Zabi. Obiekt był jedną z aren Młodzieżowych Mistrzostw Świata 2003 oraz Pucharu Zatoki Perskiej 2007.